# Świeszynko
Świeszynko (kaszb. Małé Szwesëno) – osada w Polsce położona na Pojezierzu Bytowskim, w województwie pomorskim, w powiecie bytowskim, w gminie Miastko.
Osada nad południowym brzegiem jeziora Siadło.
W latach 1975–1998 miejscowość administracyjnie należała do województwa słupskiego.